# Клан Маккуорри
Маккуорри (англ. MacQuarrie, гэльск. MacGuaidhre) — один из кланов горной части Шотландии.

## История клана
Согласно гэльской рукописи 1450 г., родоначальником этого небольшого, но древнего клана считается Гуари или Годфри, который был братом Фингона (предка Макиннонов) и Эндрю (предка Магрегоров). Маккуарри владели маленьким островом Алва, который лежит к западу от острова Малл, небольшой частью самого Малла и островом Стаффа, где находится знаменитый грот Фингалова пещера.
Считается, что Кормак Мор, один из прежних вождей клана, примкнул с отрядом вассалов и тремя шестнадцативёсельными галерами к войску Александра II во время военного похода в Аргайл. После гибели короля на острове Керрера, Кормак был атакован и убит Хоконом IV, королём Норвегии. Сыновья Кормака, Аллан и Грегор, бежали в Ирландию, где Грегор стал родоначальником могущественного клана Магуайр. Аллан впоследствии вернулся в Шотландию. Его сын, Гектор Маккуарри, сражался с Робертом Брюсом в битве при Бэннокберне.
Тем не менее, первое упоминание Маккуарри в исторических документах относится к 1463 г., когда имя вождя Джона Маккуарри было внесено в хартию лорда Островов. После смерти последнего лорда Островов, Маккуарри, равно как и другие вассальные племена Макдональдов, обрели независимость, однако во время войн они вставали под знамёна соседнего клана Маклин.
В начале XVI века Данслафф Маккуорри поддержал Дональда Дуфа в восстании против короны, за что в 1504 г. был осуждён. Его сын и еще тринадцать вождей кланов намеревались принести клятву верности английской короне и в 1545 г. были обвинены в измене за переписку с королём Англии. В 1609 г. король Яков VI вызвал на остров Айона Гиллеспи Маккуорри вместе с другими представителями кланов и вынудил их подписать так называемый Статут Айоны.
Во время Английской революции Маккуорри вместе с Маклинами встали на сторону роялистов. Многие из них, в том числе вождь клана Аллан Маккуорри, были убиты в 1651 г. в битве при Инверкейтинге. Несмотря на поражение, клан сохранял фамильные владения вплоть до конца XVIII в., когда Лахлан Маккуорри был вынужден продать свои земли, чтобы расплатиться с кредиторами.
История рода на том не закончилась. Следующий Маккуорри, Лахлан, дослужился до чина генерал-майора британской армии, в 1809 г. был назначен губернатором штата Новый Южный Уэльс в Австралии и занимал эту должность до 1821 г. Лахлан Маккуорри прославился своей безукоризненной честностью и строгими принципами, что помогало  поддерживать порядок на вверенной ему территории. Его часто называют «отцом Австралии». Впоследствии Лахлан Маккуорри вернулся в Шотландию и выкупил большую часть семейных владений.

## Родословная клана

### Предки клана
- Кеннет I Макальпин (844—859) Первый король Шотландии.
- Принц Грегор Макальпин. Его потомки приняли фамилию Магорри.
- Дунгаллус Магорри. Женился на Спонтане, дочери короля Ирландии.
- Гуари (Годфри) Магорри, родоначальник клана.
- Дональд Магорри (?—1216) Женился на норвежке.
- Кормак Мор Магорри (?—1249)
- Аллан Магорри (?—1263) Женился на ирландке. Был убит в битве при Ларгсе.

### Вожди клана
- Гектор Магорри (?—1300) Женился на Финволе, дочери Джиллина, прародителя клана Маклин. В его времена клан принял имя Маккуорри.
- Горри (Годфри) Маккуорри (?—1340) Женился на Мэриан, своей родственнице из ирландского клана Магуайр.
- Джон (Иан) Маккуорри (?—1370) Женился на Джильс, дочери Макторквела, потомка шведского короля Олафа.
- Лахлан Маккуорри (?—1400) Женился на Кристине, дочери Джона Магрегора.
- Гектор Маккуорри (?—1430) Женился на Маргарет, дочери Макнейла из Сорри.
- Джон Маккуорри (?—1473) Женился на своей родственнице из ирландского клана Магуайр.
- Данслафф Маккуорри (?—1505)
- Дональд Маккуорри (?—1520) Женился на девушке из клана Макдональд.
- Гектор Маккуорри (?—1560) Женился на дочери Макнейла из Тиниша.
- Дональд Маккуорри (?—1580) Женился на Кристине, дочери Лахлана Маклина.
- Джиллеспи Маккуорри (?—1609)
- Аллан Маккуорри (?—1651)
- Лахлан Маккуорри (?—1700)
- Дональд Маккуорри. Женился на Маргарет Маклин.
- Джон Маккуорри. Женился на Флоре Маклин.
- Лахлан Маккуорри (1715—1818), последний вождь клана. Женился на Элис, дочери Дональда Маклина. Умер в возрасте 103 лет.

В настоящее время у клана нет вождя.

### Знаменитые члены клана
- Генерал-майор Лаклан Маккуори (1761—1824)
- Профессор Джон Маккуорри (1909) Выдающийся богослов, автор множества трудов на тему религии.

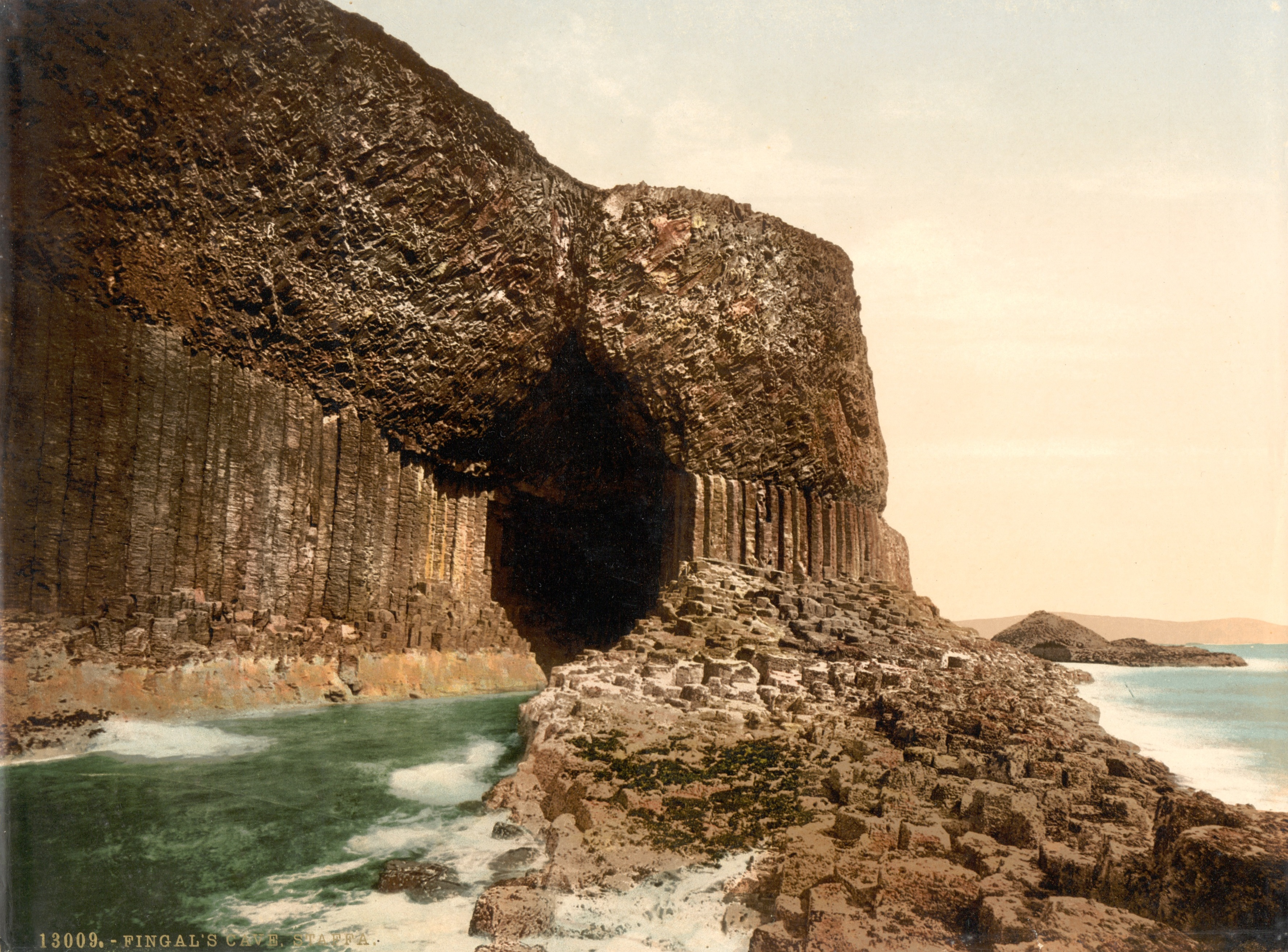
Фингалова пещера

- Ральф Маккуорри (1929–2012) — художник-иллюстратор, известный эскизами к фильмам серии «Звёздные войны».

## Септы
| - MacCorrie - MacCorry - MacGorry - MacGorrie - MacGuarie | - MacGarry - MacGuire - MacQuaire - MacQuarie - McQueary | - MacQuhire - MacQuire - Quarry - Wharrie |